# Kvemo Kornisi
Kvemo Kornisi (en georgiano: ქვემო ყორნისი) o Jornis (en osetio: Хъорнис) es una aldea que pertenece a la parcialmente reconocida República de Osetia del Sur, parte del distrito de Znaur, aunque de iure pertenece al municipio de Tighvi de la región de Iberia Interior de Georgia.

## Geografía
Kvemo Kornisi se encuentra a orillas del río Froni Oriental, a 12 km de Kornisi.  

## Historia
El valle de Kornisi formaba parte del Saspaspeto de Kartli, de derecha, perteneciente al rey. La población del valle de Kornisi pertenecía religiosamente a la eparquía de Urbnisi y Ruisi. El pueblo se menciona en el censo de 1794-1799 de príncipe Juan de Georgia. Kornisi era el centro de los pueblos del valle de Kornisi. Para el siglo XVIII, la población del valle de Kornisi era étnicamente georgiana. 
Desde 1801, tras la anexión del reino de Kartli-Kajetia por el Imperio ruso, pertenecía administrativamente al distrito de Gori, en el uyezd de Surami. Según datos de 1847, la población de las aldeas del desfiladero de Kornisi estaba compuesta por osetios étnicos. Ese mismo año, la población osetia exigió que las aldeas del desfiladero se incluyeran en el ókrug de Osetia. La administración del Imperio ruso no accedió a su petición, y en 1859 el ókrug de Osetia también fue abolido y su territorio se incluyó en la gobernación de Gori como uyezd de Tsjinvali.
Desde 1921, 12 aldeas de la comunidad de Kornisi pertenecen al Comité Revolucionario de Osetia del Sur. De 1922 a 1990, formó parte del distrito de Znaur del óblast autónomo de Osetia del Sur, siendo de mayoría osetia. Una expedición de reconocimiento en 1955 descubrió una colina con un asentamiento de la final del Edad del Bronce. 
De 1990 a 2006, formó parte del raión de Kareli y, desde 2006, forma parte del municipio de Tighva. 

## Demografía
La evolución demográfica de Kvemo Kornisi entre 1959 y 2015 fue la siguiente:
| 124                                                      | 335 | 340 | 240 | 245 | 227 |
| (Fuente: Population of South Ossetia since Soviet times) |     |     |     |     |     |

Según el censo soviético de 1959, la mayoría de la población local eran osetios.

## Personas importantes
- Vladímir Gazzayev (1895-1962):  escritor y figura pública osetia.
- Jayi-Murat Dzutstsati (1935-2000): poeta, traductor, erudito y figura pública soviético osetio de los años sesenta.